# Jakob Nielsen
Jakob Nielsen (Copenaghen, 5 ottobre 1957) è un informatico e imprenditore danese.

## Biografia
Nielsen è scrittore, oratore e consulente. Ha conseguito un dottorato in design dell'interfaccia utente e informatica al Politecnico Danese. Ha lavorato alla Bellcore, all'IBM, e come ricercatore senior alla Sun Microsystems.  Nel 1991, quando il Web era ancora all'inizio, Nielsen correttamente predisse che gli ipertesti sarebbero stati il futuro del design dell'interfaccia utente e colse l'occasione per scriverne un libro, che ha aggiornato nel 1995 tenendo conto del successo del Web.
I suoi articoli sull'usabilità sono stati regolarmente pubblicati sul web, riuscendo ad attrarre l'attenzione dei media. In seguito, Nielsen ha fondato una compagnia di consulenza sull'usabilità, la Nielsen Norman Group, insieme all'esperto di usabilità Donald Norman.
Nielsen è inoltre noto per le sue critiche (spesso severe) a siti popolari: l'informatico danese si è espresso contrariamente al fatto che questi presentino spesso elementi quali animazioni (come Flash) e grafiche tali da andare a scapito dell'usabilità, cosa particolarmente dannosa per i disabili. Nielsen continua a scrivere ogni quindici giorni in una newsletter sul web design e ha pubblicato vari libri al riguardo.

## Opere
- Web usability (2000) ISBN 8873036864
- Usability Engineering (ISBN 0125184069)
- Homepage usability. 50 siti Web analizzati (2002) ISBN 8873038484
- Web Usability 2.0. L'usabilità che conta (2006) ISBN 8850325398
- Eyetracking web usability : siti che catturano lo sguardo (2011) ISBN 9788871926315
- Usabilità mobile (2013) ISBN 9788850332427